# Skivarp
Skivarp – miejscowość (tätort) w Szwecji, w regionie administracyjnym (län) Skania, w gminie Skurup.
Według danych Szwedzkiego Urzędu Statystycznego liczba ludności wyniosła: 1258 (31 grudnia 2015), 1321 (31 grudnia 2018) i 1333 (31 grudnia 2019).